# Relațiile externe ale României

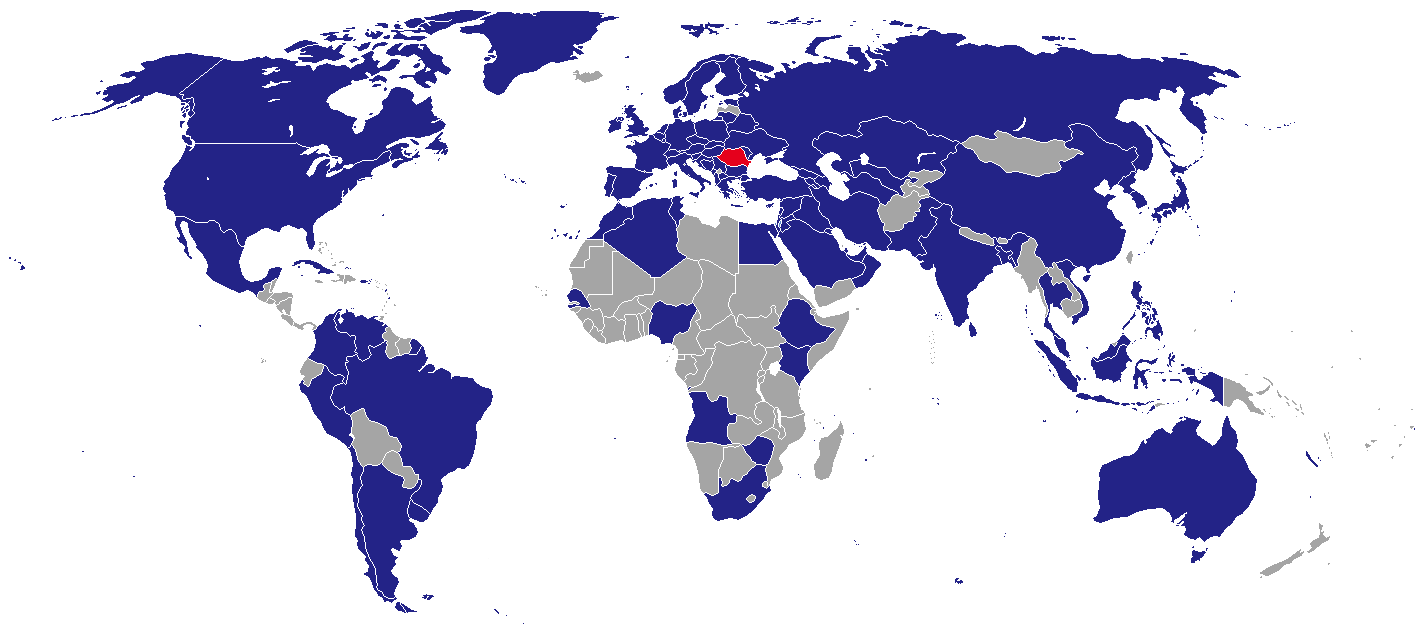
Diplomatic missions of Romania

După decembrie 1989, România și-a reorientat politica pe calea întăririi legăturilor cu occidentul, în mod special cu Statele Unite și Uniunea Europeană. 
Dacă, în 1972, România devenea membră a Băncii Mondiale și a FMI și de asemenea a Organizației Mondiale a Comerțului, în 2004 ea a devenit membră a NATO. România este membră a Uniunii Europene de la 1 ianuarie 2007. 
Liderii actuali ai României au făcut declarații publice în ceea ce privește strângerea relațiilor cu alte țări europene și, de asemenea, în ceea ce privește ajutorul dat acestora în procesul integrării euro-atlantice, (în special în cazul Moldovei, Ucrainei și Georgiei). Liderii români au declarat public în mai multe ocazii că se așteaptă c, într-o perioadă de aproximativ 10 ani, toate țările democratice postsovietice din Europa Răsăriteană și din Caucaz să acceadă în UE și NATO. 
În decembrie 2005, președintele Traian Băsescu și Secretarul de Stat SUA Condoleezza Rice au semnat un acord care permite instalarea de baze militare americane în România. 
România și-a arătat în mod public sprijinul pentru Turcia și Croația în eforturile făcute de aceste țări pentru admiterea la Uniunea Europeană. (Relațiile economice turco-române au statut privilegiat). 
Relațiile româno-maghiare s-au aflat tot timpul la nivelul cel mai înalt, Ungaria sprijinind eforturile României de aderare la UE. Reprezentanții minorității maghiare din Romania participă la coaliția de guvernământ. 

## Cooperarea militară și misiunile pentru menținerea păcii
România s-a dovedit un partener de nădejde al aliaților în timpul Războiului din Golf, în mod special în timpul președinției române a Consiliului de Securitate al ONU. 
România a avut o participare valoroasă în operațiunile UNAVEM II din Angola, IFOR/SFOR din Bosnia, Albania, Afganistan și Irak, (unde are un contingent de peste 800 de soldați, sosiți după invazia SUA în această ultim țară). 
În timpul conflictului din Iugoslavia, autoritățile române au respectat cu strictețe sancțiunile dictate de ONU împotriva Iugoslaviei. În ciuda simpatiilor pro-sârbe din rândul populație și a anumitor partide politice, România a sprijinit NATO în campania din Kosovo și a permis aeronavelor aliate să survoleze spațiul aerian românesc. România fost prima țară care a aderat la programul Parteneriat pentru Pace (ianuarie 1994), ceea ce i-a deschis drumul către aderarea la NATO în 2004. 
România este membră a OSCE și a Consiliul de Cooperare Nord Atlantică. 

## Relații regionale
În 1996, România și Ungaria au semnat și ratificat un tratat care a rezolvat unele mai vechi litigii și a pus bazele unor relații de cooperare benefice ambelor țări. În 1997, România a semnat un tratat bilateral cu Ucraina prin care s-au rezolvat unele probleme teritoriale și care privesc protecția minorităților. 
România a fost implicată activ în activitatea unor organizații regionle, precum Inițiativa de Cooperare Sud-Est Europeană și Pactul de Stabilitate pentru Europa de Sud-Est și a fost o forță pozitivă în sprijinirea eforturilor de menținere a stabilității și de promovare a cooperării în zonă.
România a menținut tot timpul relații diplomatice cu statul Israel și a sprijinit procesului de negociere pentru pace din Orientul Mijlociu inițiat după terminarea conflictului din Golf din 1991. de asemenea, România este membru fondator al Organizației de Cooperare la Marea Neagră.

## Relațiile cu Republica Moldova
Relațiile României cu vecinul Moldova au fost încordate din 1994, după o scurtă perioadă, în timpul căreia se părea că se va produce unirea celor două țări. Cea mai mare parte a statului apărut după disoluția Uniunii Sovietice a fost parte a României în perioada interbelică. Copleșitoarea majoritate a lingviștilor sunt de acord ca așa-zisa limbă moldovenească este similară, sau este aceeași limbă cu limba română. Cu toate acestea, la Chișinău, autoritățile au fost rezervate față de posibilitatea unirii cu România, după obținerea independenței, mergându-se până acolo încât limbă oficială să fie proclamată limba moldovenească, reluându-se tezele antiștiințifice sovietice conform căreia aceasta este vorbită de majoritatea de etnici moldoveni, un popor diferit de cel român, limba română fiind prin urmare limba vorbită de una dintre minoritățile naționale din zonă. Cu toate acestea, România a rămas interesată de rezolvarea problemelor Republicii Moldova, în mod special în cazul conflictului din regiunea separatistă a Transnistriei. Pe de altă parte, trebuie spus că până în 2010 cele două țări nu au reușit să ajungă la o înțelegere pentru un tratat bilateral.

## Relațiile cu Ucraina și Rusia
Neînțelegerile României cu Ucraina sunt o "moștenire" a relațiilor româno-sovietice și provin din extinderile teritoriale ale Uniunii sovietice posterioare tratatului de pace de la Paris din 1947, de-a lungul Brațului Chilia, la gurile Dunării și în Marea Neagră, miza principală fiind zăcămintele de petrol și de gaze din zona insulei Șerpilor și din platforma continentală a Mării Negre la est de Sulina. Problema brațului Chilia a fost "rezolvată" prin tratatul frontalier româno-ucrainean semnat la Constanța în iunie 1997 prin care România a renunțat definitiv la teritoriile anexate de URSS în 1948, cu excepția insuliței Maican; problema apelor din jurul insulei Șerpilor a fost prezentată în fața Curții Internaționale de Justiție de la Haga în 2009. Ucraina (care plasase limita revendicării sale mult mai aproape de coastele românești decât de ale sale) nu a obținut la Haga decât 20% din totalul zonei litigioase, dar 65% din zona a cărei adâncime medie este sub 40 m.

## Participarea la organizații internaționale
- Acordul de Liber Schimb Central-European (CEFTA)
- Agenția de Garantare Multilaterala a Investițiilor (MIGA)
- Agenția Internațională pentru Energia Atomică (AIEA)
- Asociația Internațională de Dezvoltare (IDA)
- Banca de Dezvoltare a Consiliului Europei (BDCE)
- Banca Europeană de Investiții (BEI)
- Banca Europeană pentru Reconstrucție și Dezvoltare
- Banca Mondială
- Banca pentru Comerț și Dezvoltare a Mării Negre (BCDMN)
- Centrul Internațional de Reglementare a Conflictelor din Domeniul Investițiilor (ICSID)
- Centrul Regional SECI pentru Combaterea Infracționalității Transfrontaliere
- Consiliul de Cooperare Nord Atlantică
- Consiliul Europei
- Corporația Financiară Internațională (IFC)
- Fondul Internațional pentru Dezvoltare Agricolă (FIDA)
- Fondul Monetar Internațional  (FMI)
- Fondul Națiunilor Unite pentru Populație (FNUAP)
- Inițiativa Central Europeană (ICE)
- Inițiativa de Cooperare în Sud-Estul Europei (SECI)
- ONU
- Organizația Cooperării Economice a Mării Negre (OCEMN)
- Organizația Internațională a Francofoniei
- Organizația Mondială a Comerțului
- Organizația Națiunilor Unite pentru Alimentație și Agricultură (FAO)
- Organizația Națiunilor Unite pentru Dezvoltare Industrială (ONUDI)
- Organizația pentru Cooperare și dezvoltare Economică  (OCDE)
- Organizația pentru Democrație și Dezvoltare Economică (GUAM)
- OSCE
- Pactul de Stabilitate pentru Europa de Sud-Est (PSESE)
- PNUM
- Procesul de Cooperare din Europa de Sud-Est (SEECP)
- Procesul de Cooperare Dunăreană
- Programul Națiunilor Unite pentru Dezvoltare (PNUD)